# Brooklyn Field Club
A Brooklyn Field Club egy megszűnt labdarúgócsapat New Yorkból. Az együttes azon kevés futball klub közé tartozik az Egyesült Államokban, mely az Amerikai labdarúgó-szövetség létrejötte előtt, 1898-ban alakult.

## Története
1909 és 1916 között a között a NAFBL tagjaként megnyerte az 1913-1914-ben rendezett bajnokságot, majd ugyanebben az esztendőben hódította el az első alkalommal kiírt National Challenge Cup trófeáját. 1921-től csatlakozott ASL-hez, de 1924-ben az elapadt támogatások és a szurkolói érdektelenség miatt megszüntették a csapatot.

## Sikerei
- 1-szeres NAFBL bajnok: 1914
- 1-szeres National Challenge Cup győztes: 1914

## Híres játékosok
- Percy Adamson (1913–1914)
- Neil Clarke (1913–1914)
- Robert Millar (1913–1914)
- Harry Shanholt (1913–1915)
- Paddy Butler (1914–1915)
- James Ford (1914–1915)
- Charles Drinkwater (1914–1916)